# Базель-Мюнстергюгель
47°33′21″ пн. ш. 7°35′35″ сх. д. / 47.5557° пн. ш. 7.593° сх. д.
Базель-Мюнстергюгель — форт залізної доби (пізньолатенського періоду) або опідум, відомий як Базельський опідум, побудований галлами-раураками після битви при Бібракте в 58 р. до н. е. 
на місці Базельського собору в швейцарському місті Базель

Форт був покинутий або зруйнований незабаром після його будівництва, до кінця I ст. до н. е., із завоюванням Альп римлянами та заснуванням провінції Галлія-Бельгіка.
На початку I ст. н. е. на пагорбі, побудованому на руїнах опідума, був невеликий Vicus, імовірно, назва Basilia походить від топоніму villa Basilia «маєток Базилія». 
У середині III століття зруйнований опідум був перебудований на римський каструм, укріплений муром в 270 році. Вікус покинуто, і пагорб був частиною римських укріплень на Рейні проти наступаючих алеманів у IV столітті. Назва Basilia для римської фортифікації вперше згадується в 237/8 рр. і названа Амміаном Марцелліном як база, використана Валентиніаном I у його кампанії в Галлії в 360-х роках. 
Фортеця покинута після смерті Флавія Аеція в 454 році і, ймовірно, була в руїнах до VI століття, коли було засновано поселення алеманів, яке переросло в середньовічне місто Базель. 
Перший Базельський собор був побудований на цьому місці на початку IX століття (замінений ранньою романською спорудою приблизно в 999–1025 роках і нинішньою пізньороманською церквою в XII столітті).
Це місце було розкопано Фургером-Гунті в 1970-х роках. 
На Базельській газовій фабриці неподалік від опіду є старіша незахищена латенська ділянка, яку покинули після завершення будівництва форту.